# 丹羽保次郎

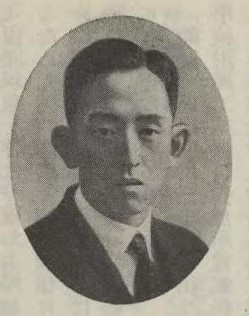
丹羽保次郎

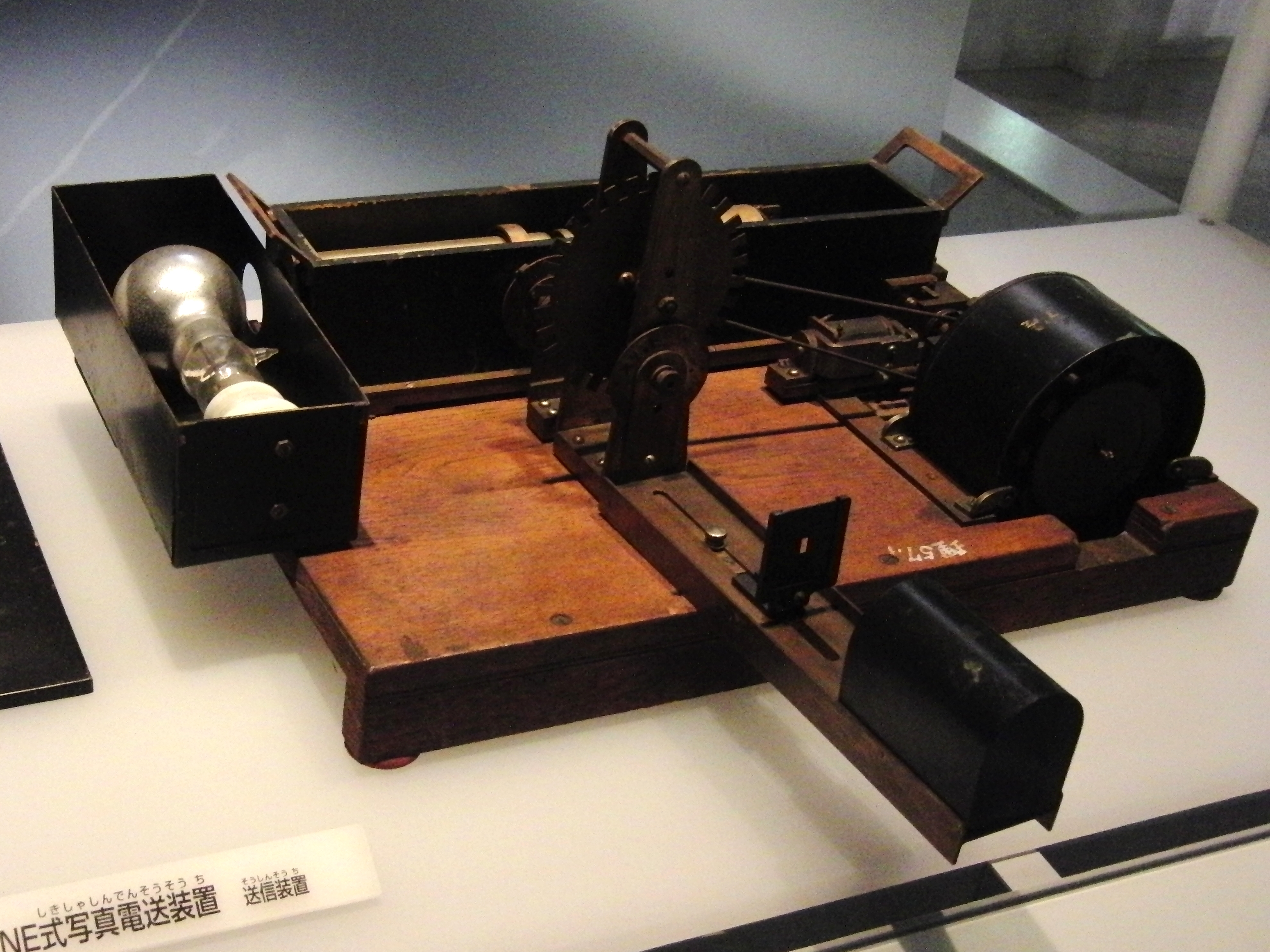
NE式写真電送装置の送信機
（国立科学博物館）

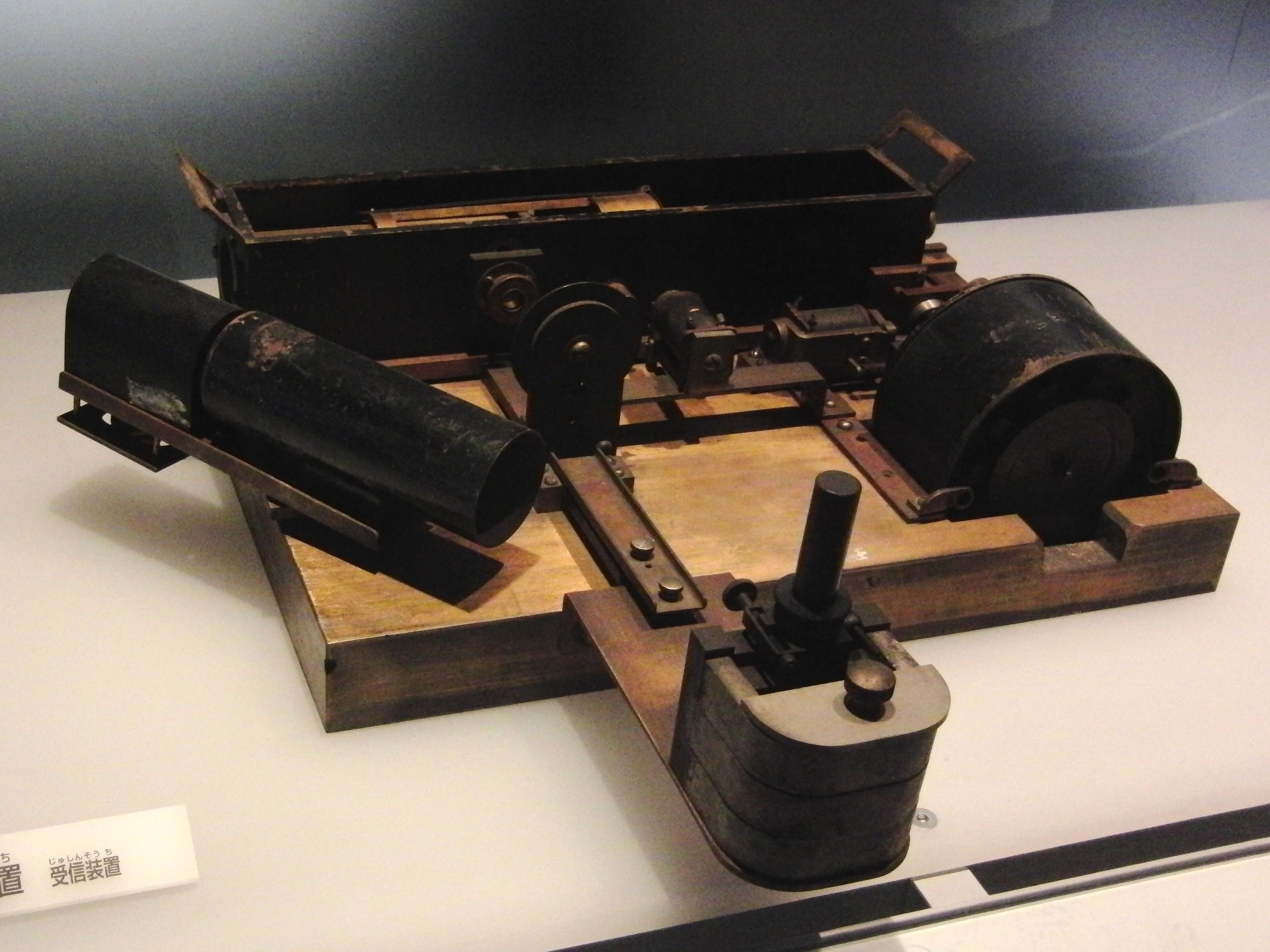
NE式写真電送装置の受信機
（同上）

丹羽 保次郎（にわ やすじろう、1893年（明治26年）4月1日 - 1975年（昭和50年）2月28日）は、NE式写真電送装置（ファクシミリ）を開発した技術者。東京電機大学初代学長。日本の十大発明家の一人として数えられることもある。工学博士。三重県松阪市名誉市民（第1号）。

## 経歴
三重県松阪市出身。旧制八高を経て1916年（大正5年）に東京帝国大学工科大学電気工学科を卒業。逓信省電気試験所を経て、1924年（大正13年）6月に日本電気に入社する。同年から翌年末にかけ欧米へ最新の通信技術を学びに視察。1926年（大正15年）2月に学位論文の「矩形枠捲線輪特ニ其誘導系数ノ計算方法ニ関スル研究」で帝大より工学博士を授与される。帰国後、日本電気の研究開発体制の強化を担当して、1927年（昭和2年）に技術部長となる。写真電送の研究に取り組み始め、小林正次と共にNE式写真電送装置を完成。これは大阪毎日新聞社に採用され、1928年（昭和3年）の昭和天皇の即位大礼の写真電送に使用された。翌1929年（昭和4年）には東京–伊東間での長距離無線写真電送の実験に成功する。
1939年（昭和14年）には新設の研究所の初代所長に就任し電波探知機などの研究を指揮したが、第二次世界大戦後の混乱と経営難で研究所は1949年（昭和24年）に閉鎖された。この間の1947年（昭和22年）に「日本電気専務」のため、公職追放となった。追放中の1949年東京電機大学初代学長に就任。1955年（昭和30年）に社団法人テレビジョン学会初代会長に就任。1959年（昭和34年）に文化勲章受章、1971年の秋の叙勲では勲一等瑞宝章を受章している。

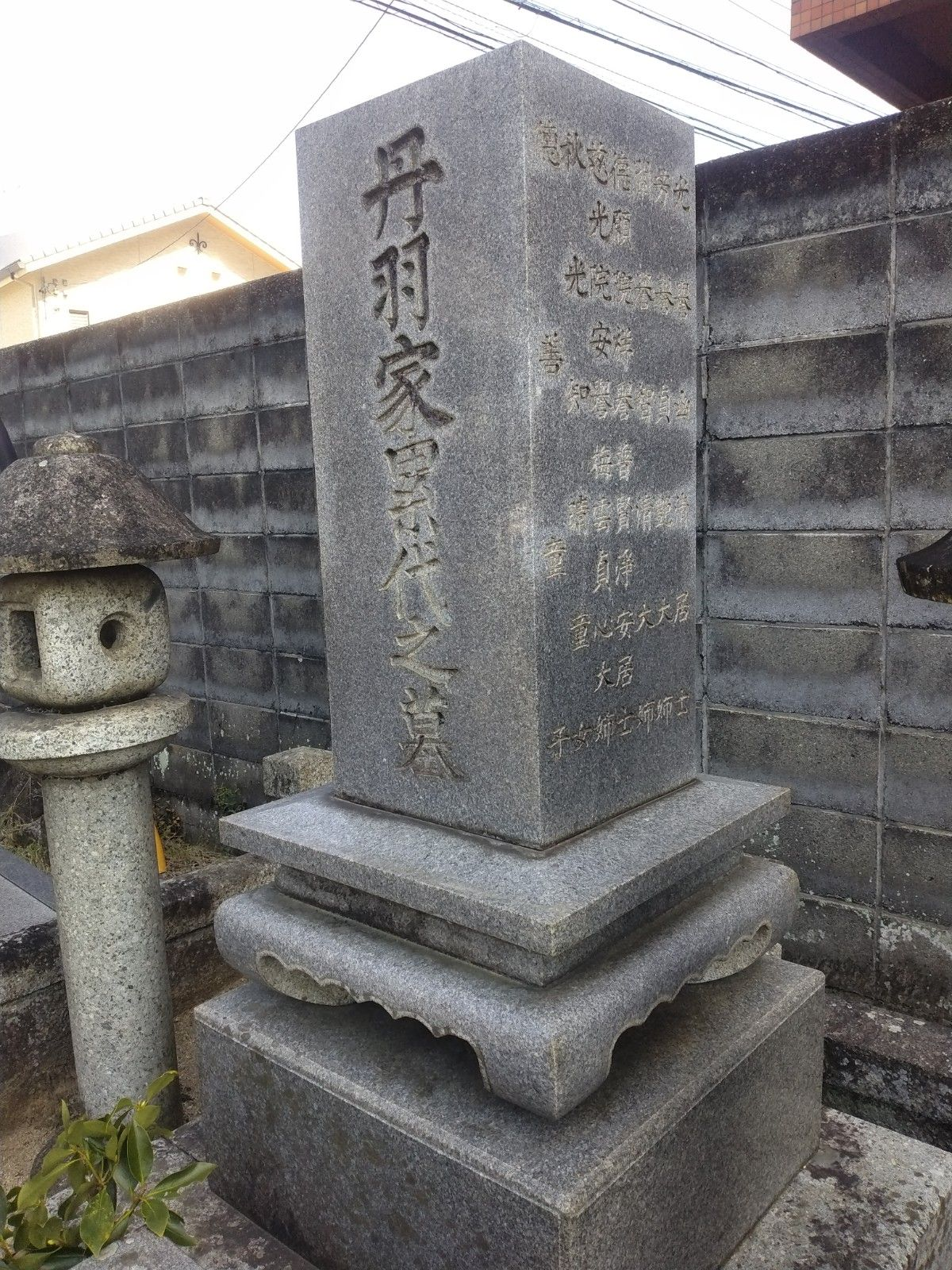
丹羽保次郎の墓(松阪市清光寺)

1975年（昭和50年）2月28日死去。従三位が贈られた。墓所は松阪市清光寺と多磨霊園。

## 家族
- 父・丹羽安兵衛（旧名・高木周蔵、1891-1900） - 松阪の木綿糸商「えびすや」主人。えびすやの奉公人だったが主人に見込まれ養子となり、安兵衛を襲名、保次郎7歳のときに39歳で病死。[4]
- 母・むめ - 宇治山田の木綿糸商・山畑利兵衛の娘。先代安兵衛の妻の姪。[5][4]
- 妻・たづ（田鶴子、1899年生） - 漆間民夫の娘。静岡県立三島高等女学校卒。姉の夫に鳥潟右一。[6][7]
- 長男・登 - 東京大学名誉教授、千葉工業大学教授。岳父に瀬藤象二。
- 長女・恭子 - 岡村総吾の妻
- 次男・滋
- 次女・真子 - 斎藤成文の妻
- 甥・速水優 - 日銀総裁